# كاثي لويس
كاثي لويس (بالإنجليزية: Cathy Lewis)‏ هي ممثلة أمريكية، ولدت في 27 ديسمبر 1916 في سبوكين في الولايات المتحدة، وتوفيت في 20 نوفمبر 1968 في لوس أنجلوس في الولايات المتحدة بسبب سرطان.

## وصلات خارجية
- كاثي لويس على موقع IMDb (الإنجليزية)
- كاثي لويس على موقع ميوزك برينز (الإنجليزية)
- كاثي لويس على موقع ديسكوغز (الإنجليزية)
- كاثي لويس على موقع قاعدة بيانات الفيلم (الإنجليزية)